# Coldham Hall
Coldham Hall är ett engelskt country house som ligger i Stanningfield i Suffolk, East Anglia i England (i närheten av Lawshall). Det byggdes 1574 åt Sir Robert Rookwood och runt 1770 förändrades herrgårdens interiör om, där bland annat ett romerskt-katolskt kapell byggdes. En del förändringar skedde även under mitten av 1800-talet, men de flesta av dessa är nu borttagna. Coldham Hall restaurerades runt 1980.
Coldham Hall tillhörde släkten Rookwood under närmare tre sekler, från 1574–1869. En av de mer kända från denna släkt var Ambrose Rookwood, som medverkade i den misslyckade krutkonspirationen 1605. När Rookwoods far hade avlidit 1600 fick Rookwood ärva Coldham Hall, vilket han gjorde om till en fristad för präster. Inuti herrgården byggdes även ett antal prästgömmor.
Hyresgästen Robert Taylor tog över ägarskapet för herrgården under 1840-talet och 1869 såldes det till Richard Holt-Lomax, vars familj ägde Coldham Hall fram till 1893. Efter detta köptes herrgården av Henry Trafford-Lawson och 1918 av Everard Hambro, som bodde där fram till sin död 1952. Då tog Richard Duce över Coldham Hall innan David Hart 1979 köpte den. Herrgården har även ägts av Jens Pilo, men för tillfället är det Matthew Vaughn och Claudia Schiffer som står som ägarna.